# 루이스 해럴드 그레이
루이스 해럴드 그레이 (Louis Harold Gray FRS, 1905년 11월 10일 – 1965년 7월 9일)는 주로 방사선이 생물학적 시스템에 미치는 영향을 연구한 영국의 물리학자이다. 그는 방사선 생물학 분야의 초기 공헌자 중 한 명이었다. 그의 업적을 아래와 같이 요약할 수 있는데, 다른 많은 업적 중에서 나중에 그의 이름을 따서 SI 단위 그레이로 명명된 방사선량( 흡수 선량 )의 단위를 정의한 것을 들 수 있다.

## 경력
- 1933 - 런던 마운트 베르논 병원의 병원 물리학자
- 1936 - 물질에 의한 감마선 에너지 흡수를 측정하는 공동 이온화 방법의 기초가 되는 브래그-그레이 방정식의 개발[8][9]
- 1937 - 마운트 베르논 병원에 초기 중성자 발생기 구축[10]
- 1938 - 중성자 발생기를 사용하여 중성자의 생물학적 효과 연구
- 1940 - 중성자 선량의 RBE( Relative Biological Effectiveness ) 개념의 개발
- 1952 - 저산소성 종양 및 고압산소 세포에 대한 연구 시작
- 1953 - 올리버 스콧에 의하여, 마운트 베르논 병원에 방사선 생물학의 대영제국 암 켐페인 연구 유닛 (British Empire Cancer Campaign Research Unit)이 그레이를 연구소장으로 하여 설립되었는데,[11] 이는 1970년 암 연구 캠페인의 그레이 실험실이 되었고 2001년에 그레이 암 연구소로 되었다.
- 1953 - 1960 - 그레이의 지도에 따라 잭 W. 보그(Jack W. Boag)가 펄스 방사선 분해법을 개발했다.[12]
- 1962 - 미국 아르곤 국립 연구소의 에드 하트(Ed Hart)와 잭 보그[13]에 의하여 그레이 연구소에서 방사선 분해를 사용하여 수화된 전자를 발견했는데, 이 발견에 의하여, 예를 들어 암 치료에서 생물학적 조직에 대한 방사선 조사의 효과와 같이 그 이해를 위하여 필수적이며 현재도 매우 활발하게 진행되고 있는 새로운 연구 방향이 시작되었다.